# Parque natural Obo
El Parque natural Obo (en portugués: parque natural Ôbo) es un parque nacional del país africano de Santo Tomé y Príncipe, que abarca cerca 235 km² (30 % de la isla) de Santo Tomé en el sur y 65 km² de Isla de Príncipe. El parque es conocido a nivel internacional entre los conservacionistas por su gran riqueza biológica y su densa selva tropical virgen. También se caracteriza por una gran variedad de biotopos, desde las tierras bajas y bosques de montaña, a los manglares y la zona de la sabana, que contribuyen a un ecosistema único.
Fue creado en el año 2006, con el objetivo de proteger la gran biodiversidad existente en el archipiélago. 